# Billboardlistans förstaplaceringar 2006
Detta är en lista över 2006 års förstaplaceringar på Billboard Hot 100. 

## Listhistorik
| Datum        | Låt                   | Artist                            |
| 7 januari    | Don't Forget about Us | Mariah Carey                      |
| 14 januari   | Laffy Taffy           | D4L                               |
| 21 januari   | Grillz                | Nelly med Paul Wall, Ali och Gipp |
| 28 januari   | Grillz                | Nelly med Paul Wall, Ali och Gipp |
| 4 februari   | Check on It           | Beyoncé med Slim Thug             |
| 11 februari  | Check on It           | Beyoncé med Slim Thug             |
| 18 februari  | Check on It           | Beyoncé med Slim Thug             |
| 25 februari  | Check on It           | Beyoncé med Slim Thug             |
| 4 mars       | Check on It           | Beyoncé med Slim Thug             |
| 11 mars      | You're Beautiful      | James Blunt                       |
| 18 mars      | So Sick               | Ne-Yo                             |
| 25 mars      | So Sick               | Ne-Yo                             |
| 1 april      | Temperature           | Sean Paul                         |
| 8 april      | Bad Day               | Daniel Powter                     |
| 15 april     | Bad Day               | Daniel Powter                     |
| 22 april     | Bad Day               | Daniel Powter                     |
| 29 april     | Bad Day               | Daniel Powter                     |
| 6 maj        | Bad Day               | Daniel Powter                     |
| 13 maj       | SOS                   | Rihanna                           |
| 20 maj       | SOS                   | Rihanna                           |
| 27 maj       | SOS                   | Rihanna                           |
| 3 juni       | Ridin'                | Chamillionaire med Krayzie Bone   |
| 10 juni      | Ridin'                | Chamillionaire med Krayzie Bone   |
| 17 juni      | Hips Don't Lie        | Shakira med Wyclef Jean           |
| 24 juni      | Hips Don't Lie        | Shakira med Wyclef Jean           |
| 1 juli       | Do I Make You Proud   | Taylor Hicks                      |
| 8 juli       | Promiscuous           | Nelly Furtado med Timbaland       |
| 15 juli      | Promiscuous           | Nelly Furtado med Timbaland       |
| 22 juli      | Promiscuous           | Nelly Furtado med Timbaland       |
| 29 juli      | Promiscuous           | Nelly Furtado med Timbaland       |
| 5 augusti    | Promiscuous           | Nelly Furtado med Timbaland       |
| 12 augusti   | Promiscuous           | Nelly Furtado med Timbaland       |
| 19 augusti   | London Bridge         | Fergie                            |
| 26 augusti   | London Bridge         | Fergie                            |
| 2 september  | London Bridge         | Fergie                            |
| 9 september  | SexyBack              | Justin Timberlake                 |
| 16 september | SexyBack              | Justin Timberlake                 |
| 23 september | SexyBack              | Justin Timberlake                 |
| 30 september | SexyBack              | Justin Timberlake                 |
| 7 oktober    | SexyBack              | Justin Timberlake                 |
| 14 oktober   | SexyBack              | Justin Timberlake                 |
| 21 oktober   | SexyBack              | Justin Timberlake                 |
| 11 november  | My Love               | Justin Timberlake                 |
| 25 november  | My Love               | Justin Timberlake                 |
| 2 december   | I Wanna Love You      | Akon med Snoop Dogg               |
| 9 december   | I Wanna Love You      | Akon med Snoop Dogg               |
| 16 december  | Irreplaceable         | Beyoncé                           |
| 23 december  | Irreplaceable         | Beyoncé                           |
| 30 december  | Irreplaceable         | Beyoncé                           |